# Îlot Fourneau

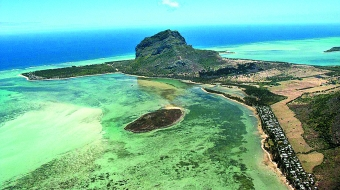
Îlot Fourneau, im Hintergrund der Berg Le Morne

Îlot Fourneau  ist eine der Küste vorgelagerte, unbewohnte Insel im Südwesten von Mauritius. Sie ist seit 2008 Teil der UNESCO-Welterbestätte Le Morne Brabant.
Die etwa zehn Hektar große und dicht bewaldete Insel liegt 500 Meter von der südwestlichen Küste entfernt. Bei Niedrigwasser ist sie zu Fuß von der Hauptinsel aus erreichbar.
Im 19. Jahrhundert befand sich ein Militärposten der Briten auf der Insel, die verhindern wollten, dass nach Abschaffung der Sklaverei (1835) neue Sklaven illegal in das Land eingeführt werden. Zuvor sollen zeitweise Maroons, also von den Plantagen entflohene Sklaven, auf Îlot Fourneau gelebt und von der dortigen Frischwasserquelle profitiert haben.
Kreisförmig angeordnete Steinformationen, inzwischen von der Vegetation fast vollständig überwuchert, weckten das Interesse von Archäologen. Die Formationen wurden in das Inventory of Slave States (Inventar der Sklavenstätten) der University of Mauritius aufgenommen, das 2008 in Zusammenhang mit dem UNESCO Slave Route Project entstand. Einer Hypothese zufolge könnten die Strukturen von Sklaven oder deren Nachkommen angelegt worden sein, die hier fischten. Laut oraler Überlieferung befand sich auch ein Sklavenfriedhof auf der Insel, was jedoch noch nicht hinreichend erforscht wurde.
Heute wird die Insel gelegentlich von lokalen Fischern genutzt. Felsvorsprünge an der nördlichen Spitze der Insel bieten ihnen einen natürlichen Schutz.  